# Lackierrad

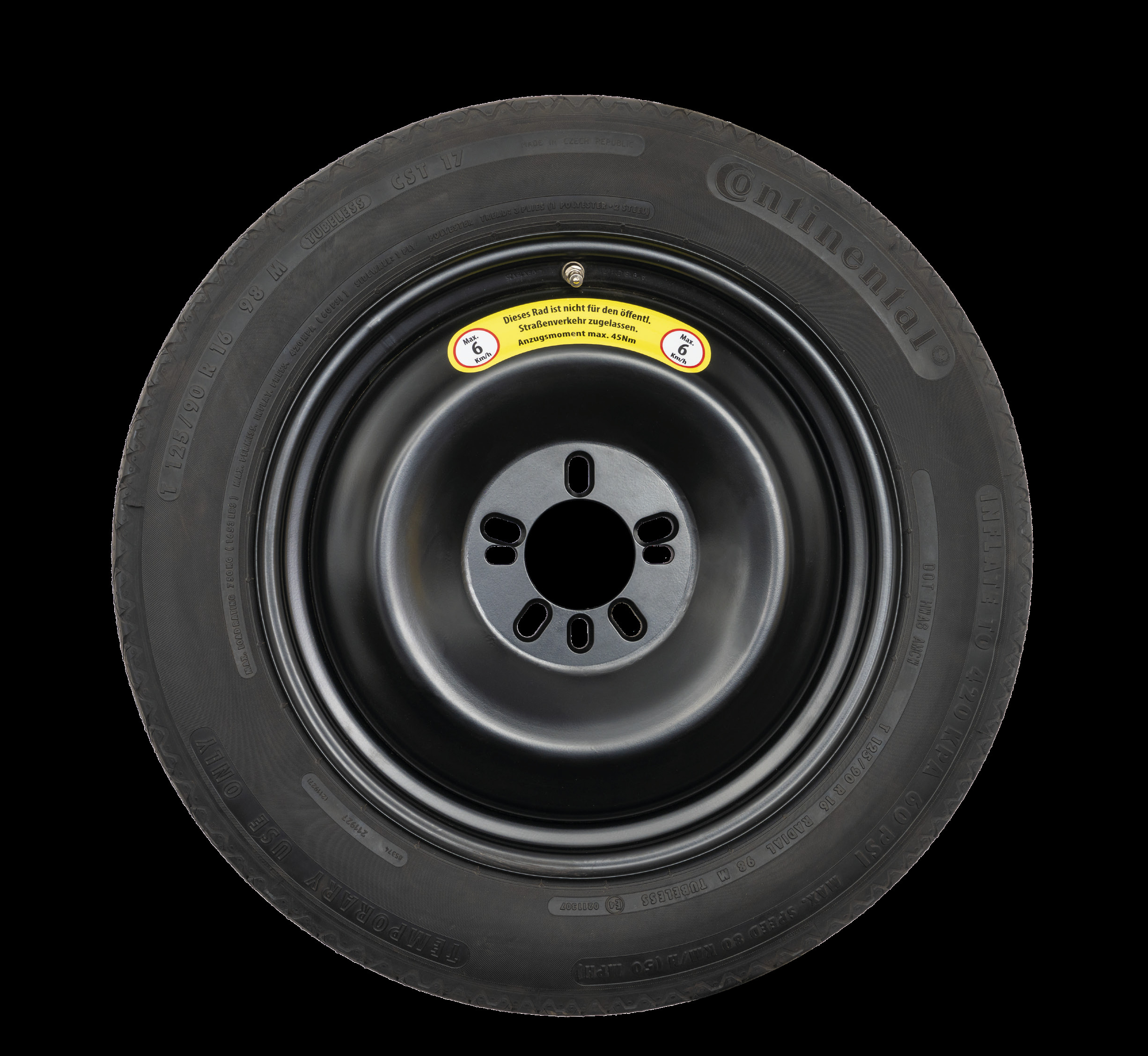
Lackierrad 16 Zoll

Als Lackierrad werden spezielle Räder für Kraftfahrzeuge bezeichnet, die als Hilfsmittel bei Reparatur-Lackierungen dienen. Herkömmliche Pneus sind nicht auf höhere Temperaturen von teilweise über 60 Grad Celsius ausgelegt, die beim Forcieren des Trocknungsprozesses nach dem Lackauftrag erreicht werden.

## Beschreibung
Bei der Instandsetzung von Kraftfahrzeugen nach Unfällen gehören Lackierarbeiten mit abschließender Trocknung des Lacks (forcierte Trocknung) zu den abschließenden Arbeitsschritten. Aus technischen und wirtschaftlichen Gründen ist eine Beschleunigung des Trocknungsprozesses erwünscht, was in Lackierereien durch Erhöhung der Temperatur in den Lackierkabinen erfolgt. Die Trocknung des Lackes bei 55 bis 60 Grad Celsius bringt für herkömmliche Fahrzeugreifen eine zu große Belastung mit sich. Unabhängig von der Gummimischung steigt das Risiko, dass das Reifenmaterial spröde wird und Schäden an den Fahrzeugreifen drohen.
In früheren Jahrzehnten wurden die Autoreifen während des Lackier- und Trocknungsprozesses auf bis zu 4,0 bar aufgepumpt, um das Risiko von Schäden am Material zu verhindern. Dieses Vorgehen gilt als veraltet und wird von Fahrzeug- und Reifenherstellern bei der Instandsetzung von Unfällen nicht mehr akzeptiert. Markengebundene Autowerkstätten führen deshalb oft mehrere Sets an Lackierrädern, die speziell für die Lackier- und Trocknungsphase an Fahrzeugen ihrer Kunden montiert werden, bevor diese zum Lackierbetrieb verbracht werden.

## Funktion und Einsatzbereiche
Das Lackierrad dient einer fachgerechten Unfallinstandsetzung nach den Vorschriften der Fahrzeughersteller. Ist der Einsatz spezieller Lackierräder anstelle der gewöhnlichen Bereifung vorgeschrieben, hat die Autowerkstätte oder der Lackierbetrieb eine Demontage und spätere Re-Montage der Fahrzeugreifen durchzuführen.
Verschiedene Fahrzeughersteller schreiben explizit vor, dass bei der Instandsetzung von Lackschäden ein gesonderter Satz aus Lackierrädern zu montieren ist. Auf Anfrage des Verbandes der unabhängigen Kraftfahrzeug-Sachverständigen sprechen alle großen Reifenhersteller ebenfalls für solche Empfehlungen aus. Hierbei wird vor potenziellen Reifenschäden gewarnt, falls die Pneus während der forcierten Trocknung nicht durch spezielle Lackierräder ausgetauscht werden.